# Margarină

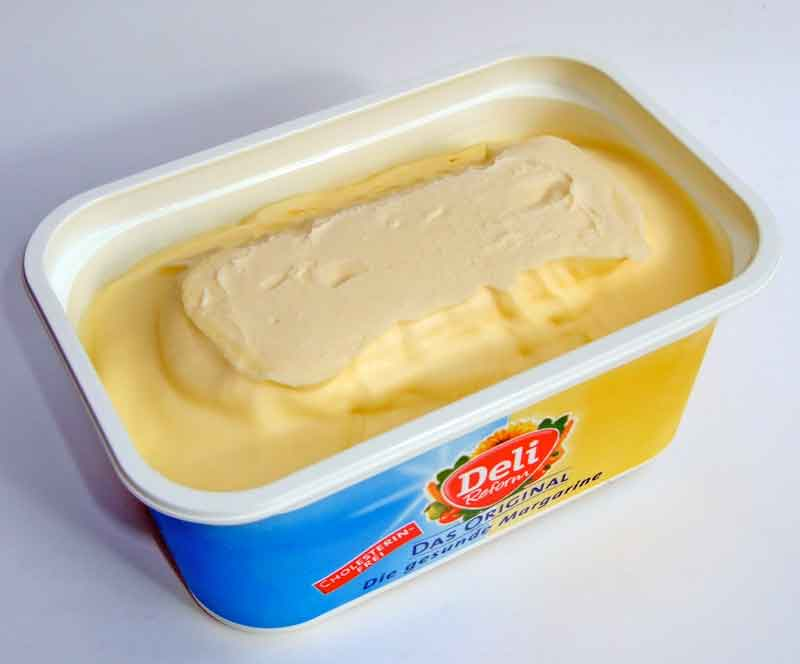
Margarină

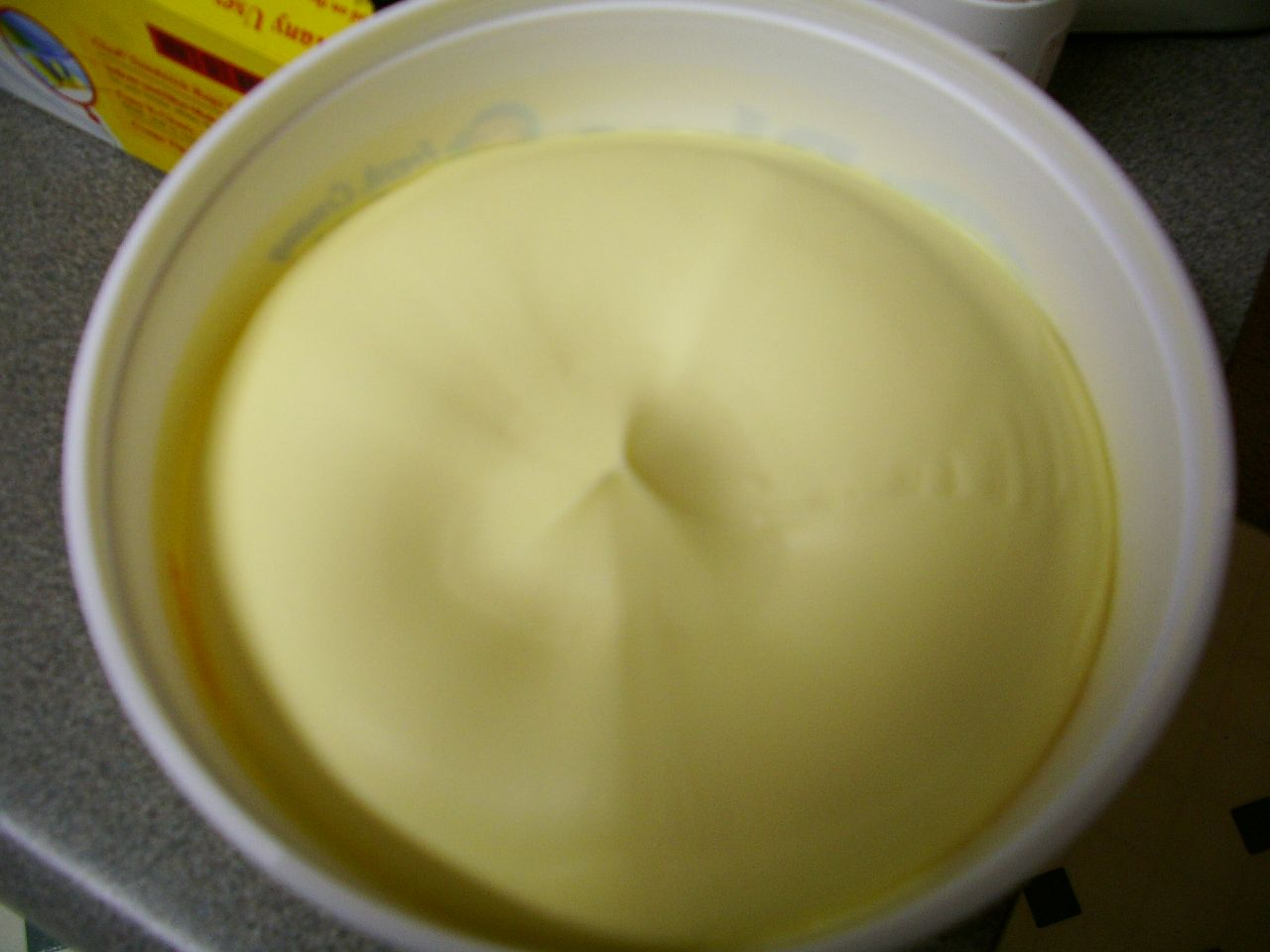
Margarină într-un recipient din plastic

Margarina este un amestec de uleiuri vegetale naturale cu o cantitate redusă de grăsime vegetală și apă. În funcție de tipurile de uleiuri vegetale folosite și de proporția acestora, margarina conține grăsimile esențiale Omega 3 și 6 în cantități variabile.
A fost preparată pentru prima dată în 1869 de Hippolyte Mège-Mouriès în Franța.

### Procesul de fabricare
Pentru obținerea margarinei sunt folosite uleiuri vegetale naturale rafinate precum: uleiul de floarea soarelui, de rapiță, de soia sau de in. Aceste uleiuri conțin în mod natural vitamina E și acizii grași esențiali Omega 3 și Omega 6. În uleiuri se adaugă vitaminele liposolubile A și D. Uneori se suplimentează și cantitatea de vitamina E, dacă este necesar. Pentru a face uleiurile tartinabile, acestea se amestecă cu o cantitate mică de grăsime vegetală (de palmier sau de cocos). Grăsimea vegetală are în mod natural o consistență solidă, iar pentru a se putea amesteca cu uleiurile se încălzește la 60 – 65 °C, devenind astfel lichidă. Pentru o mai bună palatabilitate și stabilitate, se folosește într-o proporție mică și grăsime vegetală interesterificată. 
Întregul amestec de ulei și grăsime vegetală se mixează apoi cu apă, în prezența emulsifianților (cum ar fi mono- si di-gliceridele). În timpul mixării, amestecul se răcește treptat, căpătând astfel structura și consistența cunoscută.
Margarina este, așadar, o emulsie de apă în uleiuri vegetale, stabilizată cu ajutorul grăsimii vegetale.

### Tipuri de margarină
Există două tipuri de margarină: margarina tartinabilă, cu un conținut ridicat de Omega 3 și Omega 6, recomandată pentru consum zilnic (margarina de generație nouă) și margarina pentru gătit care are un profil nutrițional similar cu al untului și se folosește în principal pentru aluaturi și prăjituri. 
Există, de asemenea, și grăsimea vegetală industrială cunoscută în mod eronat sub denumirea de margarină industrială, deși compoziția, profilul nutrițional și modul de obținere diferă de cel al margarinei. Produsul este folosit exclusiv în industria de patiserie și fast-food, fiind cunoscut și sub numele de „shortening” (în engleză) sau „grăsime pentru frăgezirea aluatului” (cum este tradus uneori).

### Margarina de generație nouă
De la începutul anilor 90, cei mai mulți producători de margarină la nivel internațional au  reformulat acest produs, eliminând grăsimile parțial hidrogenate, responsabile pentru producerea de grăsimi trans. Astfel, au apărut margarinele de calitate superioară, de generație nouă, care practic nu conțin grăsimi trans. 
Margarina de generație nouă este un produs cu un profil nutrițional bun, fără grăsimi trans (produs secundar rezultat la hidrogenarea parțială a grăsimilor), cu un conținut scăzut de grăsimi saturate și cu un aport semnificativ de grăsimi nesaturate și esențiale (Omega 3 și 6). 
De aceea, instituții de sănătate internaționale, (Organizatia Mondială a Sănătății, Federația Internațională a Inimii), dar și naționale (American Heart Association, Fundația Română a Inimii recomandă consumul de margarină tartinabilă de generație nouă ca parte a unei alimentații echilibrate.

### Melanjuri (amestecuri de margarină cu unt)
O parte dintre produsele tartinabile existente astăzi pe piață sunt melanjuri obținute din margarină cu unt sau alte produse din lapte. Acestea reprezintă o alternativă pentru aceia care își doresc un produs ușor tartinabil, cu conținut de grăsimi esențiale, dar cu un gust cât mai mai apropiat de cel al untului. în multe țări europene, produsele tartinabile pe bază de unt și margarină sunt cunoscute sub denumirea de „melanj de unt”. Melanjurile de unt reprezintă astăzi o parte importantă a pieței de produse tartinabile. 

### Folosirea margarinei la gătit
Margarina tartinabilă de generație nouă este un produs destinat în special prepararii sandwich-urilor și tartinelor. De asemenea, cu ajutorul ei, pot fi preparate mâncăruri pe bază de legume (coapte, preparate în aburi, gratinate), paste și brânză. Datorită profilului nutrițional, margarina tartinabilă este recomandată pentru consum zilnic, așa că poate fi folosită pentru o mare varietate de preparate. 
Margarina de gătit are un profil nutrițional similar cu al untului și, în consecință, poate fi folosită pentru pregătirea prăjiturilor- atât la blaturi cât și la creme. Melanjurile sunt produsele cu cea mai mare versatilitate, atât pentru sandwich-uri, legume si paste, cât și pentru prăjituri. 

### Nutriție
Discuțiile cu privire la valoarea nutrițională a margarinelor și a celorlalte produse tartinabile au două puncte principale: cantitatea totală de grăsime și tipurile de grăsime (nesaturată, esențială, saturată, trans) din alcătuire. De obicei se fac comparații între beneficiile consumului de unt vs. beneficiile consumului de margarină. Cele două produse sunt însă diferite ca ingrediente, ca profil nutrițional și inclusiv ca beneficii pentru sănătate.
Orice margarină este aromatizată cu ajutorul substanței diacetil (de sinteză industrială), care, în stare naturală, este prezentă în produsele lactate. În stare sintetică, diacetilul servește pentru a da margarinei gust de unt.
În funcție de originea uleiurilor și grăsimilor componente, întâlnim diverse varietăți de margarină. Oricât ar fi de vegetale uleiurile și grăsimile din margarină, partea lor cea mai prețioasă din punctul de vedere al sănătății se distruge prin hidrogenare.

### Cantitatea de grăsime
Rolul untului și rolul margarinei tradiționale (aceea cu 80% grăsime) sunt similare după aportul de energie. Pe piață există însă margarinele tartinabile cu un procent mult mai scăzut de grăsime. Astfel, cantitatea de grăsime din margarină poate varia între 20 și 80%, în funcție de rețetă, astfel  și profilul caloric al produsului este diferit (1g de grăsime aduce 9 kcalorii).

### Calitatea grăsimilor (Tipurile de grăsimi)
Există mai multe tipuri de grăsimi, dintre care cele mai importante sunt: grăsimi nesaturate (mononesaturate și polinesaturate), grăsimi saturate și grăsimi trans. Cercetările realizate până în prezent arată că grăsimile nesaturate au un efect favorabil asupra organismului, în timp ce grăsimile saturate și trans, consumate în exces, au un efect nefavorabil. 
Recomandările OMS cu privire la consumul de grăsimi:  
Cantitatea totală de grăsimi: 30% din aportul caloric zilnic (chiar 35% în cazul persoanelor foarte active). 
Grăsimi saturate: maxim 10% (7% în cazul persoanelor cu risc cardio-vascular). 
Grăsimi polinesaturate: 6-10% din aportul caloric zilnic: Omega 6 PUFA: 5-8%, Omega 3 PUFA: 1-2%. 
Grăsimile mononesaturate (MUFA) în completare, până la totalul de 30 -35% din aportul caloric zilnic. 

### Acizii grași nesaturați
Există studii care confirmă că acizii grași nesaturați scad nivelul de colesterol LDL și îl cresc pe acela al colesterolului HDL și contribuie astfel la reducerea riscului de apariție a bolilor cardiovasculare ,.
Sunt două tipuri de grăsimi nesaturate: mono și polinesaturate, ambele variante fiind recunoscute ca fiind benefice pentru sănătate, în comparație cu grăsimile saturate. Anumite uleiuri vegetale, precum uleiul de rapiță, cel de floarea-soarelui și uleiul de măsline, conțin grăsimi nesaturate în cantități semnificative.

### Acizii grași Omega 3
Acizii grași Omega 3 fac parte din familia acizilor grași polinesaturați, care, potrivit numeroaselor cercetări, sunt benefici pentru sănătate. Omega 3 sunt cunoscuți ca fiind acizi grași esențiali, datorită rolului lor fundamental pentru sănătate și a faptului că organismul nu îi poate produce. Omega 3 sunt acizi grași obținuți în special din ulei de pește oceanic. Un anume tip de Omega 3, cel alfa-linoleic (ALA) poate fi găsit în uleiuri vegetale. Uleiul de in conține 30-50% ulei alfa-linoleic și tocmai de aceea a ajuns să fie consumat ca supliment alimentar, rivalizând astfel uleiul de pește. O plantă folosită încă din vechime pentru prepararea uleiului- camelina sativa- a început să fie tot mai populară în ultima perioadă datorită conținutului crescut de Omega 3 (30-45%) și de aceea este folosită și pentru prepararea unor margarine. Uleiul de cânepă conține aproximativ 20% ALA. De asemenea, cantități mici de ALA se găsesc în: uleiul de soia (7%), în cel de rapiță (7%) și in uleiul de germeni de grâu (5%).

### Acizii grași Omega 6
Acizii grași Omega 6 sunt de asemenea importanți pentru sănătate. Aceștia conțin acidul linoleic (LA) care se regăsește din belșug în uleiuri obținute din plante crescute în zone climatice temperate. Anumite uleiuri, precum cel de cânepă (60%), cel de porumb (60%) folosit frecvent în prepararea margarinei, uleiul de floarea soarelui (50%) conțin cantități semnificative de LA, dar majoritatea uleiurilor obținute din plante cultivate în regiuni cu climă temperată conțin în medie 10% acid linoleic. 
Margarina conține cantități însemnate de acizi grași Omega 6. Alimentația societății moderne conține în general cantități mai mari de Omega 6, dar este deficitară în Omega 3. Raportul obișnuit de Omega 6- Omega 3 variază între 5:1 și 10:1, însă cantități mari de Omega 6 scad efectul benefic pe care îl au acizii grași Omega 3. în consecință, se recomandă ca raportul să fie de cel mult 4:1, dar ideal ar trebui sa fie de 1:1, 

### Grăsimile saturate
Grăsimile saturate sunt în principal grăsimi de origine animală, dar există și surse vegetale de grăsimi saturate (ex: grăsimea de palmier, cea de nucă de cocos). Consumate în exces, grăsimile saturate au potențial aterogen, adică cresc colesterolul sanguin. Studiile realizate pe această temă nu sunt însă consistente. înlocuirea grăsimilor saturate și a celor trans cu grăsimile mononesaturate și polinesaturate are un aport mai mare în prevenirea bolilor cardiovasculare la femei, decât reducerea consumului total de grăsime [8], . 

### Grăsimile trans
Spre deosebire de grăsimile esențiale, grăsimile trans nu sunt indispensabile organismului, mai mult chiar, nu aduc beneficii pentru sănătatea umană. Există o legătură evidentă între consumul de grăsimi trans, creșterea nivelului de LDL colesterol (colesterol rău, scăderea de HDL colesterol (colesterol bun) și implicit creșterea riscului de a dezvolta boli ale inimii.  Studii ample au arătat o legătură între consumul ridicat de colesterol și dezvoltarea unor afecțiuni cardiovasculare. Tocmai de aceea, diferite organisme internaționale au recomandat scăderea consumului de grăsimi trans. În alimentație, grăsimile trans au origini diferite. Ele apar în mod natural în organismul animalelor rumegătoare (vacă, oaie, capra) și implicit în produsele obținute de la acestea (carne, lapte, unt). 
În industrie, grăsimile trans se formează ca urmare a hidrogenării parțiale a uleiurilor vegetale. De asemenea grăsimile trans apar în procese care implică încălzirea uleiurilor la temperaturi înalte, de peste 200C (prăjire, coacere, etc). Drept consecință, în Europa, mulți producători din industria alimentară au reformulat produsele, eliminând grăsimile parțial hidrogenate din acestea. 

### Colesterolul
Un nivel crescut de colesterol, în special LDL colesterol este asociat cu un risc mai mare de arterioscleroză sau plăci de aterom. Aceste afecțiuni îngroașă vasele de sânge și îngreunează circulația sângelui către organe- creier, inimă, rinichi și altele. Colesterolul, deși este necesar pentru buna funcționare a organismului, nu este esențial în dietă. Organismul uman produce colesterol în ficat, adaptând necesarul în funcție de dietă. Astfel, în mod normal, ficatul produce aproximativ 1g de colesterol zilnic, ceea ce reprezintă 80% din necesarul organismului. Restul de 20% provine din alimentație. Așadar, organismul nu are nevoie de mult colesterol  din alimentație. Tocmai de aceea este important ca dieta să fie săracă în grăsimi saturate și trans (acelea care cresc colesterolul rău) și bogată în grăsimi nesaturate (acelea care cresc colesterolul bun). 
Cu toate astea, unele persoane sunt mai afectate decât altele de aportul de colesterol din alimentație. FDA  recomandă ca persoanele sănătoase să consume cel mult 300 mg de colesterol în fiecare zi.   
Majoritatea margarinelor sunt produse vegetale și nu conțin colesterol, asta în timp ce 100 g unt aduc un aport de 178 mg colesterol.  

### Esteri de steroli din plante
Esteri de steroli din plante au fost adăugați în unele margarine datorită efectului lor asupra colesterolului. Mai multe studii arată că LDL colesterolul scade cu proximativ 10% cu un consum zilnic de 2 grame de esteri de steroli din plante. 

### Interesterificarea
Interesterificarea este un proces folosit de peste 75 ani în industria alimentară, pentru o paletă foarte largă de alimente. Este un proces similar cu acela care are loc în tractul digestiv (duoden) unde anumite enzime (lipaze) împart molecula de grăsime (trigliceride) în 3 părți: monogliceride, digliceride și acizi grași. Ulterior, moleculele de grăsime se vor suda în mod natural la loc, într-o ordine aleatorie.    
Practic, interesterificarea este procesul de rearanjare a acizilor grași din moleculele de grăsime, fără a modifica structura acizilor grași.   